# یوسف خاص حاجب بلاساغونی
یوسف خاص حاجب بلاساغونی نویسنده اولین کتاب ترکی-اسلامی و اولین شاعر ترک است. اثر منظوم او قوتادغوبیلیگ نام دارد که در سال ۴۶۲ه‍. ق- ۱۰۶۹م در کاشغر و بلاساغون نوشته شده‌است. همان‌طور که از نامش پیداست متولد بلاساغون مرکز حکومت قراخانیان بوده‌است که امروزه در کشور قرقیزستان واقع است. اطلاعات ما دربارهٔ او منحصر به خود اثر وی و مقدمه‌های الحاقی سه نسخه خطی موجود است که بعدها به کتاب الحاق شده‌است. او علاوه بر ترکی، زبان‌های فارسی و عربی و علوم زمان خود را فراگرفت. برخی او را شاگرد ابن سینا می‌دانند. کار سرودن قوتادغو بیلیگ را در بلاساغون آغاز کرده و بعد از ۱۸ ماه در کاشغر به پایان رسانده و آن را به تمغاچ بغرا خان ابوعلی حسن بن سلیمان ارسلان قراخانی تقدیم کرده‌است و در مقابل عنوان و مقام خاص حاجب را که یکی از مقام‌های والای دربار بوده‌است را از وی گرفته‌است. تصویر خیالی او در اسکناسهای ۱۰۰۰ سومی قرقیزستان چاپ شده‌است

## تشکیک در شاگردی نزد ابن سینا
یوسف خاص در سال ۴۱۰ هجری متولد می‌شود و این دوران مصادف با دوران گرفتاری و دربدری ابن سیناست. وی در سال ۴۲۸ درمی‌گذرد و بسیار بعید است که یوسف خاص قبل از ۱۸ سالگی محضر ابن سینا را دریافته باشد. شاید وی شاگرد شاگردان ابن سینا باشد و به سان خیام که شاگرد شاگردان ابن سیناست ولی خود را شاگرد ابن سینا می‌خواند، باعث ایهام در این قضیه شده باشد.